# Xavi Martínez
Xavier Martínez López (San Cugat del Vallés, 2 de mayo de 1987) es un presentador, locutor y periodista español. Creador de contenidos y formatos, actualmente es el presentador de "Dúos Increíbles" en el prime time de La1 de Televisión Española. Desde septiembre de 2022 dirige y presenta el magacín matinal "Avui Sortim" en Ràdio 4. Fue director y presentador de "LO+40", un show musical que se emitía cada tarde, de 18:00h a 21:00h, en LOS40. En 2018 fue juez del talent show musical Factor X España en Telecinco.

## Biografía
Empezó en la radio a los 14 años trabajando en diversas radios locales aunque no fue hasta los 19 cuando entró como profesional en Ona FM. A los 20 años ya trabajaba en las emisoras de LOS40 en Cataluña. Estudió la carrera de periodismo en Blanquerna (Universidad Ramon Llull), en Barcelona.
El programa que lo llevó a la fama nacional fue "Euroclub", que presentó en Europa FM desde septiembre de 2010 hasta junio de 2013. Cerró esa etapa con la publicación de "El libro de Euroclub" (Grupo Planeta). En agosto de ese mismo año fichó por la nueva emisora musical del Grupo COPE MegaStar FM, en la que presentó el morning show "El Show de Xavi" y el show musical de tarde "Starclub". Durante esa etapa ejerció un papel fundamental en la creación y lanzamiento de la emisora, siendo además director de cadena de la misma.
En agosto de 2014 volvió a LOS40 para presentar un "turning show" de 3 horas en la franja matinal, además del show musical "LO+40", de 1 hora de duración, en la franja vespertina. En agosto de 2016, y con la incorporación de Gema Hurtado como copresentadora, el programa pasó a tener tres horas de duración, dejando así de presentar el "turning show" de la mañana. "LO+40" lidera la franja de la tarde en la radio musical con 824.000 oyentes, según los datos registrados en la última oleada del EGM de 2016.
Además, ha colaborado en diversos programas de televisión. En 2010, como jurado del talent show infantil Quiero cantar. En 2013, incursionó como reportero del programa de Divinity Cazamariposas. En febrero de 2017 participó como jurado experto en el programa de televisión "Objetivo Eurovisión" de Televisión Española, junto a Javier Cárdenas y Virginia Díaz.
Compaginó  su trabajo en Los40, con su labor televisiva como juez en el reconocido talent show musical, Factor X junto a Risto Mejide, Laura Pausini y el productor musical, Fernando Montesinos el cual se emitió en Telecinco.
Xavi Martínez también ha dirigido y presentado "#Real", una serie de entrevistas en profundidad a cantantes que se puede ver en la web de LOS40. En este formato ha entrevistado a Coldplay Robbie Williams, Ed Sheeran, Shawn Mendes, Ellie Goulding, Pablo Alborán o Dani Martín, entre otros.
El 6 de julio de 2018 se despide de Los 40 tras no renovar su contrato de 4 años que finalizaba en esas fechas. La nueva dirección de la Cadena con Daniel Gavela y Vicent Argudo deciden no apostar por los formatos con contenido y eliminar todos los programas, incluido Lo+40, para crear una nueva parrilla solo con radiofórmula.
En su faceta como creador de contenidos y formatos, desde octubre de 2020 a enero de 2022 produjo y presentó el podcast “Seven” con entrevistas a personalidades de distintos ámbitos repasando los siete pecados capitales. Nombres como Laura Pausini, Juan Luis Cebrián o Iñaki Gabilondo son algunos de los protagonistas. También ha producido formatos de podcast para artistas como Ismael Serrano o Marwán, creando "Los Amantes" donde los cantautores reflexionan sobre distintos temas de la vida en episodios de conversación pausada y profunda. 
En 2022 se incorporó a RTVE.  Tras dirigir y presentar desde septiembre de 2022 el magacín matinal  "Avui Sortim"de Ràdio 4 sustituyendo a Samanta Villar en 2023 se hace cargo de las tardes de 15.00 a 18.00 con  "Xavifornia"también en Ràdio4.
Desde octubre de 2023 presenta junto a Julia Varela la segunda edición de  "Dúos Increíbles" emitido en el prime-time de La1 de TVE.

## Televisión

### Presentador
- Dúos increíbles junto a Julia Varela en La 1.

### Colaborador
- Cazamariposas en Divinity.
- Telepasión en TVE 2022

### Jurado
- Objetivo Eurovisión en TVE.
- Quiero cantar en Antena 3.
- Factor X en Telecinco.
- Sálvame Mediafest en Telecinco.